# Premier (casa automobilistica)
Premier è una casa automobilistica indiana fondata nel 1944 che fa parte del gruppo industriale PAL - Premier Automobiles Limited, di Walchand Hiurachand. Dal 1954 la storia di tale società è strettamente legata a quella della Fiat.

## Storia
I primi sviluppi della Premier seguirono quelli della Chrysler, grazie all'attività di importazione e la vendita di camion Dodge sul mercato indiano.
Dopo aver costruito una fabbrica a Kurla, nei pressi della capitale Bombay (ribattezzata Mumbay nel 2000), la Premier iniziò l'assemblaggio su licenza Chrysler degli stessi autocarri Dodge precedentemente importati.
Nel 1950 fu siglato un accordo di cooperazione con la Fiat per il montaggio della Fiat 500 Topolino, con possibilità di ulteriore sviluppo con altri modelli e di una produzione in loco.
Nel 1953 il governo indiano avviò una polita autarchica, limitando l'importazione di mezzi automobilistici nel paese e concedendo solo a 7 costruttori, tra cui Premier, l'autorizzazione a produrre auto e camion.
Nel 1954 Fiat concedette a Premier la licenza per l'assemblaggio della Fiat 1100. L'integrazione di componenti locali raggiunse il 100% nel 1965, anno in cui il contratto di licenza arrivò a scadenza. Premier acquistò allora dalla Fiat una linea di produzione completa della 1100D avviando la costruzione della Premier Padmini, modello indiano identico alla Fiat 1100D, che rimarrà in produzione fino al 1999 con il noto motore Fiat 1089 cm³ da 32 CV, anziché il motore di 1221 cm³ della sorella italiana.
Il successo della Fiat 1100D prima e della Premier Padmini dopo, per quasi mezzo secolo, è dimostrato dai numeri di produzione che superò il milione di auto e di taxi ancora fedeli al modello Fiat.

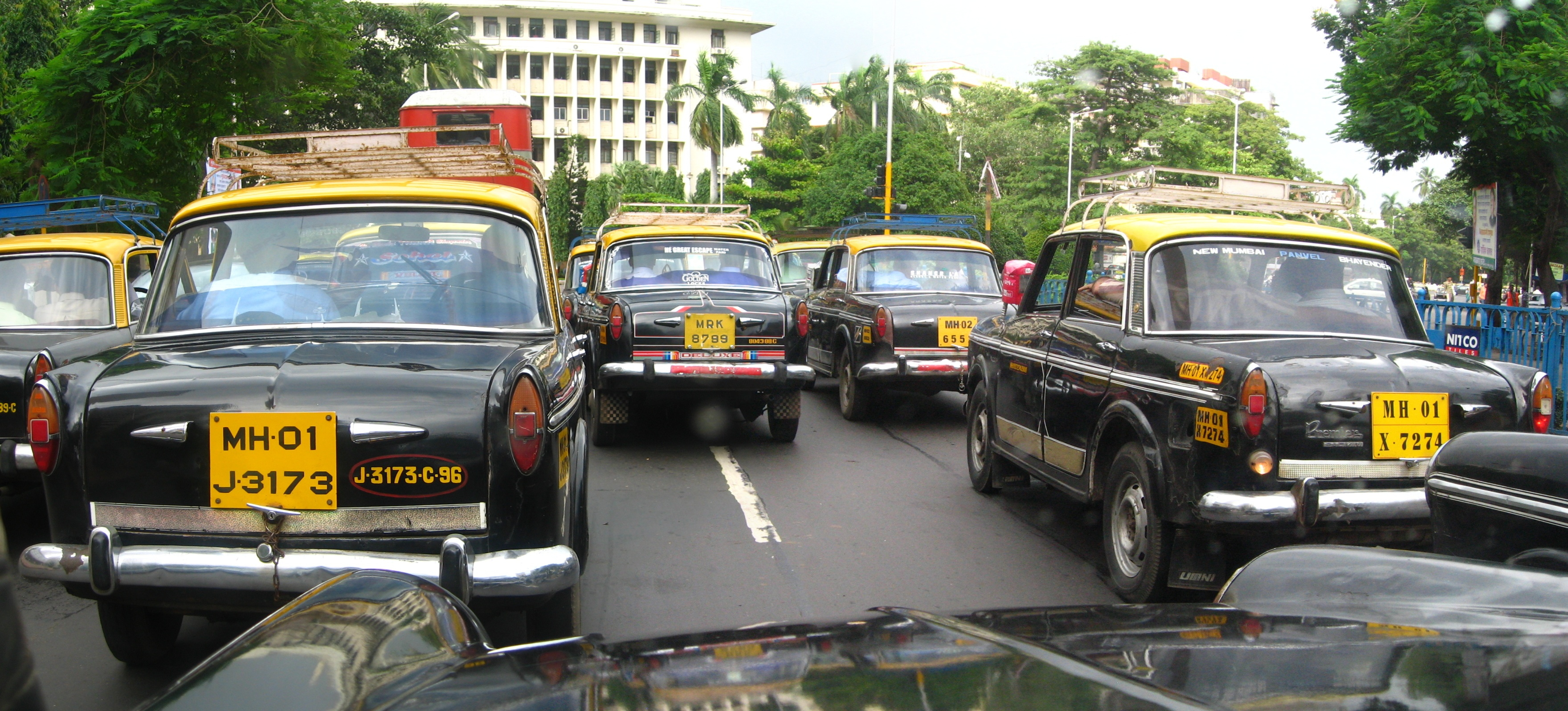
Taxi Fiat Premier Padmini a Mumbai nel 2007

Nel 1998 il governo indiano decise di aprire le frontiere non limitando più il numero di costruttori stranieri. La francese Peugeot tentò dunque un accordo con Premier per produrre il modello 309: la scelta si rivelò un errore strategico in quanto tale modello, che riscosse poco successo anche in Francia, non piacque nemmeno agli automobilisti indiani. Il costruttore francese dovette abbandonare l'India assumendosi tutte le perdite della joint venture stipulata con Premier, che produsse in totale meno di 300 esemplari della 309 in 3 anni.
Gli anni novanta videro Fiat Auto tornare direttamente in India e stringere nuovi accordi di cooperazione con Premier: la multinazionale italiana costituì infatti la FIAL (Fiat India Auto Limited) accorpando la Premier. In un primo tempo venne prodotta la Uno iniziando subito dopo la costruzione della Palio, Siena che poi diventerà Petra e della Palio SW.
Nel 2006, Fiat India firmò un accordo industriale con Tata, primo costruttore indiano; in seguito a ciò le due case automobilistiche costruirono un nuovo stabilimento a Rango per la produzione delle nuove serie Fiat Palio 3, Fiat Linea e Fiat Grande Punto.

## Modelli
- Fiat 500 Topolino
- Fiat 1100 D
- Premier Padmini
- Premier 118N